# Leontine Borsato
Pour les articles homonymes, voir Borsato.
Leontine Borsato, née le 10 décembre 1967 à Naarden,, est une actrice et présentatrice néerlandaise.

## Filmographie

### Cinéma et téléfilms
- 1983 : Briefgeheim (nl) : Eva
- 1987 : Nieuwe buren (nl) : Moniek Bakker
- 1988 : Amsterdamned : La fille en canot pneumatique
- 1993-1994 : Vrouwenvleugel (nl) : Anna ten Hage
- 1994 : Het Zonnetje in Huis (nl) : L'hôtesse de l'air
- 1994-1998 : Les Gravos (Flodder) : Deux rôles (La tricheuse et Gina)
- 1995 : BNN: K.R.S.T.M.S : L'ange
- 1997 : Westzijde Posse (nl) : Bonnie
- 2000 : Baantjer : Angelique
- 2006 : Boks (nl) : Daniëlle van Dam
- 2007 : Plop en de pinguïn (nl) : Louise Appelboom
- 2007-2009 : Voetbalvrouwen (nl) : Liz Duivendrecht
- 2010-2014 : De TV Kantine (nl) : Edith Melba Artois
- 2011 : Het gordijnpaleis van Ollie Hartmoed : Mme Tulp
- 2012 : Koen Kampioen (nl) : Sanne-Fleur
- 2013-2016 : Caps Club (nl) : Emma van Hulle
- 2014 : Heksen bestaan niet : Concuela
- 2015 : Sneeuwwitje en de zeven kleine mensen (nl) : Nelly
- 2015 : Bureau Raampoort (nl) : Monica van Molenbeek
- 2018 : Familie Kruys (nl) : Elle-même
- 2018 : First Kiss : Susan

## Vie privée
Depuis 1998, elle est l'épouse du chanteur Marco Borsato. De cette union naît trois enfants : les acteurs Luca Borsato et Senna Borsato, puis l'actrice/chanteuse Jada Borsato.